# Маломирово
Маломи́рово (болг. Маломирово) — село в Ямбольській області Болгарії. Входить до складу общини Єлхово.

## Населення
За даними перепису населення 2011 року у селі проживали 360 осіб.
Національний склад населення села:
| Національність   | Кількість осіб | Відсоток |
| ---------------- | -------------- | -------- |
| болгари          | 299            | 93,4%    |
| цигани           | 12             | 3,8%     |
| Всього відповіли | 320            |          |

Розподіл населення за віком у 2011 році:
Динаміка населення: